# Cruzeiro Novo (Cruzeiro)
Cruzeiro Novo é um bairro da região administrativa de Cruzeiro, no Distrito Federal. construído na década de 1970. Majoritariamente residencial, é composto por edifícios de 4 pavimentos. Possui alguns blocos comerciais com lojas de comércios variados, supermercados em suas divisas e possui ainda um terminal rodoviário